# The Muggs
The Muggs é uma banda estadunidense de Blues-Rock e Hard Rock, formada em Detroit, Michigan. A banda foi formada em fevereiro de 2000, pelo guitarrista Danny Methric, o baixista Tony DeNardo e o baterista Matt Rost.  Em 2007, a banda recebeu o prêmio Best Blues Artist e Best Rock Band, e em dezembro de 2008 entraram para a lista “100 Hot Unsigned Bands”, da Music Connection Magazine. Atualmente a banda conta com mais de 60.000 fãs no Myspace.

## Primeiros anos (2000-2004)
Danny Methric e Tony DeNardo já eram amigos, tendo tocado juntos em todos os seus projetos até então. Em 2000, ainda sem achar uma banda com o som exato que procuravam, decidiram montar uma banda voltada ao blues, diferente das bandas em que participaram até então. Com esse projeto em mente, em uma conversa de bar com o baterista Matt Rost, que tocava em outra banda na época, Danny tomou conhecimento que Matt tinha o mesmo propósito de Tony e Danny, e portanto, se se juntou à banda. Em outubro de 2000, a banda gravou seu primeiro álbum demo, a fim de abrir caminho para apresentações ao vivo. Em março de 2001,  a banda então foi convidada para tocar no  Hamtramck Blowout, um grande festival de música de Detroit que envolve centenas de bandas da região em cerca de vinte bares da cidade de Hamtramck, cidade metropolitana de Detroit. A partir dessa apresentação, mais performances foram feitas, incluindo o Mussel Beach Music Festival, no Cadieux Café, e o último show feito no clube Gold Dollar (mítico bar que acolhia bandas alternativas e iniciantes, sendo o primeiro local em que The White Stripes se apresentou), sendo então o show de despedida e encerramento da casa. 
Recém formada e já bem acolhida, a banda abruptamente passou por um hiato após seu show de 2 de setembro. Logo após essa data, o baixista Tony DeNardo sofreu um derrame hemorrágico quase fatal. Como sequela, o músico ficou com o lado direito do corpo completamente paralisado e incapaz de falar. 
Os outros membros da banda decidiram não substituí-lo. Aguardando pela recuperação de Tony, os outros integrantes suspenderam as atividades do The Muggs e se envolveram em projetos paralelos em outros grupos. Três arrecadações foram feitas para custear a recuperação de Tony, que pode tratar-se no sul da Califórnia. Após meses de tratamento, com as sequelas já reduzidas de Tony, a banda se reuniu novamente assim que o baixista saiu do hospital e retornou a Detroit, visto que o mesmo contornou a limitação do braço direito ao substituir o baixo por um teclado Fender Rhodes Mark I com timbre de baixo, com o qual durante o tratamento, internado ainda na Califórnia, treinava por horas para aprimorar-se no novo instrumento, o que então não prejudicou sua performance. Reunida novamente, a banda assinou contrato com o selo indie Times Beach Records.

## The Muggs (2005-2007)
O álbum auto-intitulado com  o nome da banda, já com selo, foi lançado em 2005, depois de suas músicas serem incluídas em um documentário, o Rockumentary. Durante uma turnê na Espaha, eles foram votados como uma das melhores bandas/artistas pela Real Detroit Weekly. Em agosto de 2007 a banda foi aprovada na seleção do programa da Fox TV The Next Great America Band,  e ficou entre as 12 finalistas, dentre as mais de dez mil bandas que se inscreveram. A banda apareceu no programa em quatro episódios, tocando duas músicas em rede nacional, “Shoud've Learned My Lesson” do primeiro álbum oficial, de 2005, e “Slow Curve”, do álbum que ainda seria lançado.
Em fevereiro de 2008 eles receberam o prêmio “Best Rock Band of 2007” no Detroit Music Awardsref>http://www.detroitmusicawards.net/winners09.html</ref>,  tendo o guitarrista e vocalista Danny Methric ganhado também o prêmio “Outstanding Rock Artist/Group” como guitarrista.  

## On With The Show
Em maio de 2008 a banda lançou seu segundo álbum por gravadora, On With The Show. O álbum recebeu nota 8 de 10 num artigo da prestigiada revista estadunidense Classic Rock Magazine. Pela boa receptividade em geral, a banda foi escalada para abrir shows de diversas bandas e artistas de peso, como Mountain, Robin Trower, Cactus, Savoy Brown, Ten Years After, Glenn Hughs, Johnny lang, Candlebox, North Mississipi Allstars, The Verve Pipe, Electric Six e The Detroit Cobras. Em outubro de 2009, Matt Rost saiu da banda, e  Todd Glass, um dos bateristas mais respeitados da cena de Detroit, tomou o posto.

## Born Ugly (2010-2012)
No final de 2010, a banda já com Todd Glass na bateria entrou em estúdio para gravar seu terceiro CD. O álbum, intitulado Born Ugly, foi oficialmente lançado em 29 de abril de 2011. 

## Full Tilt (2013-presente)
Devido ao peso das apresentações ao vivo, a banda gravou o álbum Full Tilt ao vivo, no final de 2012. O álbum foi lançado em abril de 2013, e foi bem aceito por fãs de rock, trazendo interesse pelo trabalho da banda a casas e bares da Europa na Alemanha, Espanha, Itália, além da América do Norte. 

## Discografia
The Muggs (2005). 

On With The Show (2008). 

Born Ugly (2011). 

Full Tilt (2013). 

## Prêmios
Best Blues Artist/Group for 2007 ("Real Detroit Weekly") 

Best Rock Band of 2007 on February 2008 

100 Hot Unsigned Bands ("Music Connection") 

Outstanding Rock Artist/Group 2009 Detroit Music Awards 

Outstanding Rock Album - On With The Show at 2009 Detroit Music Awards

## Links
- Official Website
- Sun Set Music
- Rock n' Roll Report of the Week: The Muggs.